# Dexia
Dexia, også kaldet Dexia Gruppen er en belgisk-fransk finansinstitution, som er specialiseret i udlån til det offentlige.Den blev grundlagt i 1996, da Crédit Communal de Belgique/Gemeentekrediet van België (grundl. 1860) og Crédit Local de France (grundl. 1987) blev sluttet sammen. Dexia var først listet på begge landes børser, men i 1999 overtog den belgiske del sin franske modpart for at danne een enhed. Dexia er medlem af BEL20, CAC 40, og LuxX indekserne. Dexias aktiver er 173 % af Belgiens og Luxembourgs samlede bruttonationalprodukt.

## Delvis nationalisering
Den 30. september 2008 meddelte den belgiske, franske og Luxembourg'ske regering, at de vil anvende 6,4 mia. euro for at holde Dexia i gang.  Dette skete to dage efter at de samme parter meddelte at de ville anvende 11,2 mia. euro til at gøre det samme med Fortis.